# Erygowanie
Erygowanie (łac. erigo – wznoszę) – pojęcie z prawa kanonicznego Kościoła katolickiego odnoszące się do założenia lub ufundowania kaplicy, kościoła, klasztoru, parafii lub diecezji przez uroczysty dekret biskupa lub Stolicy Apostolskiej.
Erygowanie to również powołanie do działania uniwersytetów i wydziałów kościelnych, kapituł, domów zakonnych, bractw religijnych bądź stowarzyszeń wiernych.
Termin erygowanie, w analogicznym zakresie znaczeniowym, jest również używany w innych kościołach chrześcijańskich, między innymi w kościołach prawosławnym oraz luterańskim.